# Wangtufang
Wangtufang (kinesiska: 王土房乡, 王土房) är en socken i Kina. Den ligger i provinsen Hebei, i den norra delen av landet, omkring 230 kilometer nordost om huvudstaden Peking. Antalet invånare är 5 419. Befolkningen består av 2 550 kvinnor och 2 869 män. Barn under 15 år utgör 18,0 %, vuxna 15-64 år 72 %, och äldre över 65 år 9,0 %.
Genomsnittlig årsnederbörd är 722 millimeter. Den regnigaste månaden är juni, med i genomsnitt 177 mm nederbörd, och den torraste är januari, med 2 mm nederbörd.